# Căsătorii între persoane de același sex în Spania
Căsătoriile între persoane de același sex în Spania au fost legalizate în 2005. În 2004 noul guvern socialist, condus de președintele José Luis Rodríguez Zapatero, a început o campanie pentru legalizarea lor, inclusiv a adopției de către cuplurile de același sex. După multe dezbateri, parlamentul Spaniei (Cortes Generales) a aprobat la 30 iunie 2005 o lege care permite căsătoria între persoane de același sex. Legea a fost publicată la 2 iulie 2005 și a intrat în vigoare la 3 iulie 2005.
Deși susținută de 66% din spanioli, ratificarea legii nu a fost lipsită de controverse. Principalul oponent a fost Biserica Catolică, argumentând că o astfel de lege slăbește instituția căsătoriei. Alte asociații și-au exprimat la rândul lor îngrijorarea față de viitorul familiei în eventualitatea că dreptul de a adopta copii ar fi acordat și cuplurilor homosexuale. În toate părțile Spaniei au avut loc demonstrații publice cu participarea a zeci de mii de persoane, unele în favoarea și altele împotriva promulgării acestei legi. După ce căsătoria între persoane de același sex a fost aprobată, Partidul Popular, de orientare conservatoare, a atacat legea în Curtea Constituțională.
Aproximativ 4.500 de cupluri de același sex s-au căsătorit în Spania în primul an de la legalizare. La scurt timp după aprobarea legii au apărut întrebări în privința statutului legal al cuplurilor homosexuale căsătorite în Spania dar care provin din țări în care astfel de căsătorii nu sunt legale. Ministerul Justiției a dispus printr-un ordin ca legea să se aplice numai cuplurilor în care cel puțin o persoană să fie de cetățenie spaniolă, indiferent dacă țara celui de-al doilea recunoaște sau nu căsătoria între persoane de același sex. Totuși, două persoane care nu au cetățenie spaniolă se pot căsători dacă ambele au reședință legală în Spania.

## Istorie
Prima recunoaștere legală a cuplurilor homosexuale în Spania a avut loc în 1998, când Catalonia a început să permită uniunile civile între persoane de același sex. Aceste parteneriate ofereau doar o parte din drepturile specifice căsătoriei, precum dreptul la proprietate comună sau la moștenire. După exemplul catalan din ce în ce mai multe regiuni au legalizat uniunile începând cu sfârșitul anilor 1990. În 2005, uniunile civile erau recunoscute în douăsprezece comunități autonome: Andalusia, Aragon, Asturias, Cantabria, Catalonia, Extremadura, Insulele Baleare, Insulele Canare, Madrid, Navarra, Țara Bascilor și Valencia. Legislația Spaniei permitea încă de atunci adopția copiilor din partea persoanelor necăsătorite, așadar cuplurile gay puteau să înfieze copii, deși doar unul dintre parteneri era considerat părinte din punct de vedere legal. În pofida faptului că le recunoșteau ca atare, comunitățile autonome nu aveau autoritatea de a legaliza căsătoriile între persoanele de același sex, deoarece Constituția Spaniei conferă statului spaniol dreptul exclusiv de a elabora legi în domeniul căsătoriei.
La 30 iunie 2004 ministrul spaniol al justiției, Juan Fernando López Aguilar, a anunțat că a fost aprobat un plan guvernamental provizoriu pentru legalizarea căsătoriei între persoane de același sex de către Congresul Deputaților. Acest plan îndeplinea o promisiune electorală făcută de premierul Spaniei (numit și „Președintele Guvernului”), José Luis Rodríguez Zapatero, la numirea sa în funcție. Ministrul López a mai anunțat două propuneri introduse de partidul Convergència i Unió: una conferea statut legal cuplurilor necăsătorite (numite parejas de hecho, sau „uniuni de facto”), atât heterosexuale cât și homosexuale, și cealaltă permitea persoanelor transgen să le fie schimbat numele și sexul trecute în actele de identitate fără a fi necesară operația chirurgicală de schimbare de sex.
Legea care permite căsătoriile între persoane de același sex a fost aprobată de cabinet pe 1 octombrie 2004. Aceasta a fost propusă parlamentului pe 31 decembrie 2004 și a fost aprobată de Congresul Deputaților pe 21 aprilie 2005. Legea a fost însă respinsă de Senat pe 22 iunie 2005, unde Partidul Popular s-a coalizat cu Partidul Democrat Creștin Catalan și a reușit să strângă 131 de voturi față de cele 119 ale susținătorilor proiectului de lege. Legea a revenit la deputați, care în Spania pot trece peste deciziile Senatului. Deputații au aprobat legea pentru a doua oară la 30 iunie 2005 cu 187 de voturi pentru, 147 de voturi împotrivă și 4 abțineri.
După aprobarea finală a legii pe 2 iulie 2005, Spania a devenit a treia țară din lume care să recunoască legal căsătoriile între persoane de același sex, după Țările de Jos și Belgia.
Prima căsătorie între cupluri de același sex a avut loc la opt zile după legalizare. Aceasta a fost sărbătorită la sediul consiliului local din Tres Cantos, o suburbie a Madridului, și a avut loc între Carlos Baturin și Emilio Menéndez. Prima căsătorie între două femei a avut loc la Barcelona, unsprezece zile după intrarea în vigoare a legii.
În ciuda acestor eforturi înspre egalitatea drepturilor între sexe rămânea o problemă legală: copiii născuți în cadrul unei familii de lesbiene erau recunoscuți automat doar în calitate de copii ai mamei biologice; cealaltă mamă era obligată să urmeze un proces costisitor și anevoios de înfiere. Același drept era însă oferit cuplurilor heterosexuale (chiar și necăsătorite), unde partenerul masculin era recunoscut automat ca părinte chiar dacă nu era tatăl biologic. Pe 7 noiembrie 2006, Guvernul Spaniei a amendat legea reproducerii asistate, oferind mamei nebiologice dreptul de a fi considerată părinte în cadrul unei căsătorii lesbiene.

### Ratificarea Legii 13/2005
Căsătorie
     Uniune civilă
     Recunoaștere internă limitată (coabitare)
     Recunoaștere externă limitată (drepturi de rezidență)
     Nerecunoscute
     Constituția limitează căsătoria la cupluri formate din persoane de sex opus.
Legea căsătoriei între persoane de același sex a fost propusă pe 30 iunie 2004 de Ministerul Justiției și a fost trimisă Consiliului General al Puterii Judiciare (Consejo General de Poder Judicial) pentru analiză. Deși a admis că discriminarea existentă împotriva homosexualilor este inacceptabilă, Consiliul a fost destul de critic pe subiectul extinderii dreptului de căsătorie la cuplurile homosexuale. Consiliul a argumentat că acest drept nu este impus de Constituția Spaniei și că discriminarea se poate rezolva și prin alte căi, precum legalizarea națională a uniunilor civile.
În ciuda acestui raport negativ, guvernul a trimis legea propusă Congresului Deputaților la 1 octombrie 2004. Cu excepția Partidului Popular și Uniunii Democrate a Cataloniei (Unió Democrática de Catalunya), toate partidele parlamentare au aprobat această lege. Pe 21 aprilie 2005 Congresul a aprobat legea, cu 183 de voturi pentru, 136 împotrivă și 6 abțineri (inclusiv una din partea unui membru al Partidului Popular). Legea ce permite căsătoria între persoane de același sex este foarte scurtă, constând într-un singur paragraf care este adăugat la articolul 44 al Codului Civil Spaniol:
„El matrimonio tendrá los mismos requisitos y efectos cuando ambos contrayentes sean del mismo o de diferente sexo.”

„Căsătoria va avea aceleași efecte indiferent dacă persoanele implicate sunt de sex opus sau de același sex.”
În concordanță cu prevederile constituționale, textul aprobat de Congres a fost trimis Senatului. Pe 21 iunie 2005 o serie de experți au fost chemați la Senat pentru a dezbate legea. Experții au avut opinii divergente. Unii au considerat că adopția din partea cuplurilor de același sex nu are niciun efect asupra dezvoltării copilului, cu excepția, poate, a unei toleranțe sporite pentru homosexualitate. Psihiatrul conservator Aquilino Polaino, chemat de Partidul Popular, a numit homosexualitatea o „boală” și o „tulburare emoțională”, argumentând că „mulți homosexuali au antecedente de viol și de abuz sexual începând din copilărie” și că homosexualii în general provin din familii cu „tați ostili, alcoolici și distanți” și mame care sunt „mult prea protective” cu băieții și „reci” cu fetele. Unii membri proeminenți ai Partidului Popular s-au distanțat mai târziu de declarațiile lui Polaino, spunând că acestea nu reflectă opinia partidului.
Senatul a respins textul aprobat de Congres. Vetoul a fost propus de Partidul Popular și respingerea legii a fost aprobată cu 131 de voturi pentru, 119 împotrivă și două abțineri. Din această cauză textul a fost trimis înapoi Congresului. Pe 30 iunie 2005 a fost aprobat a doua oară de către Congres, care, în concordanță cu prevederile constituționale, a avut puterea de a anula decizia Senatului. În al doilea vot al Congresului legea a fost aprobată cu 187 de voturi pentru, 147 de voturi împotrivă și patru abțineri. Acest vot a avut loc după ce Președintele Zapatero a luat cuvântul în parlament pentru a susține legea, spunând „Noi mărim oportunitățile pentru bucurie în rândul vecinilor noștri, colegilor noștri, prietenilor noștri și rudelor noastre. În același timp, construim o societate mai decentă.” Lui Mariano Rajoy, șeful Partidului Popular (în opoziție), nu i s-a permis să se adreseze parlamentului după discursul lui Zapatero; Rajoy l-a acuzat pe Zapatero că segregă societatea spaniolă.
Când presa l-a întrebat pe Regele Juan Carlos I dacă va aproba legea pentru legalizarea căsătoriilor dintre persoane de același sex, acesta a răspuns „Soy el Rey de España y no el de Bélgica” („Sunt Regele Spaniei și nu al Belgiei”), făcând aluzie la Regele Baudouin I al Belgiei, care a refuzat să semneze legea belgiană ce legalizează avortul. Regele Spaniei a aprobat Legea 13/2005 pe 1 iulie 2005; aceasta a apărut în Boletín Oficial del Estado (publicația oficială a guvernului spaniol) pe 2 iulie 2005 și a intrat în vigoare pe 3 iulie 2005.

## Reacții

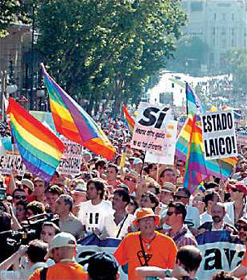
Paradă gay sărbătorind legalizarea căsătoriei între persoane de același sex

Un sondaj din aprilie 2005, realizat de Centro de Investigaciones Sociológicas (Centrul pentru Investigații Sociologice, o agenție guvernamentală) a constatat că 66% dintre spanioli sunt de acord cu legalizarea căsătoriei între persoane de același sex. Un alt sondaj, realizat de Instituto Opina cu o zi înaintea legalizării, arată că susținerea pentru căsătoria între persoane de același sex era de 62,1%, iar cea pentru adopția din partea cuplurilor de același sex era de 49,1%. Același institut a sondat opinia publică și la nouă luni după legalizare și a constatat că 61% din cei intervievați sunt de acord cu decizia guvernului de a legaliza această formă de căsătorie.
Aprobarea legii a stârnit reacții negative din partea Bisericii Catolice, inclusiv Papa Ioan Paul al II-lea, care se temea de o slăbire a valorilor familiale, și Papa Benedict al XVI-lea. Cardinalul Lopez Trujillo a spus că biserica face un apel urgent la libertatea de conștiință a romano-catolicilor, încurajându-i să se opună legii. El a adăugat că toți credincioșii catolici ai căror profesii au legături cu implementarea căsătoriilor între persoane de același sex ar trebui să se opună, chiar dacă riscă să își piardă locurile de muncă.
Susținătorii drepturilor gay au argumentat că deși biserica este opusă căsătoriei civile (nereligioase) heterosexuale, opoziția sa în acest domeniu nu este atât de puternică; de exemplu, biserica nu s-a opus căsătoriei lui Felipe, Prințul Asturias-ului, cu Letizia Ortiz, care a divorțat dintr-o fostă căsătorie civilă. Biserica nu a putut să strângă destulă susținere ca să influențeze ratificarea legii, deși 82% dintre spanioli se identifică ca fiind catolici. Sociologii cred că acest lucru este cauzat de creșterea liberalismului în ultimii ani, mai ales în domeniul drepturilor individuale, spațiu unde biserica avea în trecut cea mai mare influență, cu precădere în domeniul familiei. Un sondaj arată că trei sferturi dintre spanioli cred că mai marii bisericii au pierdut contactul cu realitatea socială. O altă explicație este faptul că, după moartea dictatorului Francisco Franco în 1975 influența bisericii asupra societății spaniole a scăzut, urmare a faptului că regimul lui Franco avea legături strânse cu biserica. Sondajele constată că aproape jumătate dintre spanioli nu merg "aproape niciodată" la biserică.
Președintele Zapatero a răspuns criticilor din partea Bisericii Catolice cu următoarele:
„Astăzi societatea spaniolă le răspunde celor care timp de patru ani au fost umiliți, care și-au văzut ignorate drepturile, ofensată demnitatea, negată identitatea și limitată libertatea. Astăzi societatea spaniolă garantează acestor persoane respectul pe care acestea îl merită, le recunoaște drepturile, le restabilește demnitatea, le afirmă identitatea și le oferă libertate.”
„Căsătoria și familia nu suferă nici un prejudiciu dacă două persoane de același sex primesc dreptul de a se căsători. Dimpotrivă, acești cetățeni au acum șansa de a-și organiza viețile în conformitate cu normele și cerințele maritale și familiale. Nu numai că nu este nicio amenințare la instituția căsătoriei, ci această lege tocmai recunoaște căsătoria și îi dă valoarea cuvenită. Conștient că unele persoane și instituții se împotrivesc profund acestei schimbări legislative, aș vrea să spun că, precum alte reforme la codul căsătoriei, această lege nu va aduce rezultate negative, singura consecință fiind evitarea suferinței fără sens a ființelor umane. O societate care evită suferința fără sens a cetățenilor săi este o societate mai bună. În orice caz, vreau să îmi exprim respectul profund față de aceste persoane și instituții [care se opun legalizării], și cer același respect din partea tuturor care sunt de acord cu această lege. Pentru homosexualii care au tolerat personal abuzurile și insultele atâția ani, vă cer ca pe lângă curajului de care ați dat dovadă în lupta pentru drepturi civile să oferiți și un exemplu de generozitate și bucurie față de toate credințele.

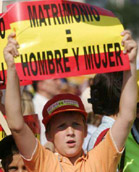
Susținător al căsătoriei tradiționale, cu o pancartă pe care scrie Căsătorie: Bărbat + Femeie

Pe 19 iunie 2005 a avut loc un protest public împotriva legii. Manifestanții au fost conduși de membrii ai Partidului Popular, episcopi spanioli și reprezentanți ai Forului Spaniol al Familiei. Aceștia au spus că au reunit 1,5 milioane de persoane împotriva a ceea ce ei considerau un atac asupra familiei tradiționale; o delegație guvernamentală a numărat doar 166.000 de participanți la acest eveniment. La două săptămâni după acest protest, Federația Lesbienelor, Gay-lor, Transsexualilor și Bisexualilor (FELGT) a organizat un marș pro-legalizare, la care au estimat că au participat două milioane de persoane; surse ale poliției au numărat doar 97.000 de persoane. Ambele evenimente au avut loc în Madrid, în acel timp condus de Partidul Popular (conservator).
Un număr de episcopi spanioli au spus că, prin echivalența cuplurilor între persoane de același sex cu cele de sex opus, guvernul a slăbit căsătoria, pe care ei o definesc exclusiv ca un cuplu între un bărbat și o femeie. Forul Spaniol al Familiei și-a exprimat îngrijorarea asupra posibilității cuplurilor gay de a adopta și de a crește copii, și a argumentat că înfierea nu este un drept al părinților, ci al copiilor adoptați. Asociațiile gay au răspuns că adopția de către cuplurile homosexuale a existat de mult timp, într-o formă de facto, fiindcă multe cupluri creșteau copii care erau oficial adoptați doar de unul dintre părinți. Chiar înaintea legalizării căsătoriei între persoane de același sex adopția din partea cuplurilor homosexuale era deja legală în Navarra, Asturias, Aragon, Țara Bascilor și Catalonia. De asemenea asociațiile gay au susținut că nu este niciun argument științific cum că orientarea sexuală a părinților ar cauza probleme de dezvoltare la copiii adoptați. Acest punct de vedere este susținut oficial de Școala Spaniolă de Psihologie, care a reafirmat că homosexualitatea nu este o afecțiune medicală.

## Contestarea legii în instanță
În data de 21 iulie 2005, un judecător din orașul Dénia a refuzat să emită certificatul de căsătorie unui cuplu lesbian. Concomitent, judecătorul a depus o contestație constituțională împotrivă căsătoriei între persoane de același sex, la Curtea Constituțională a Spaniei. El și-a bazat contestația pe articolul 32 al Constituției, care conține fraza: „Bărbații și femeile au dreptul de a intra în căsătorie cu deplină egalitate juridică”.
În august 2005, un judecător din Gran Canaria a refuzat să emită certificate pentru trei cupluri homosexuale și a formulat încă o contestație constituțională.
În decembrie 2005, Curtea Constituțională a respins ambele contestații din motivul că judecătorii nu au dreptul să pună la îndoială legea, doar să o aplice.
Pe 30 septembrie 2005, Partidul Popular a inițiat o contestație constituțională separată, cauzând controverse și diviziuni în partid. Curtea Constituțională încă nu a răspuns la acest caz (2007).

## Probleme legate de reședință

Hartă arătând legile mondiale pe subiectul homosexualității și a parteneriatelor între persoane de același sex

La scurt timp după aprobarea legii au apărut numeroase întrebări legate de statutul legal al căsătoriei între persoane care nu au cetățenie spaniolă, după ce a fost respinsă căsătoria unui cetățean spaniol cu a un indian, ambii trăind în Catalonia. Totuși, pe 22 iulie un alt judecător din Catalonia a permis o căsătorie între o femeie spaniolă și partenera ei argentiniană. Acest judecător a argumentat că dreptul la căsătorie în Spania are precedență asupra interzicerii căsătoriei între persoane de același sex în Argentina.
Pe 27 iulie Junta de Fiscales de Sala, o asociație de avocați având rol de consilier pe lângă procurorul-general, a emis o opinie care spunea că spaniolii au dreptul să se căsătorească cu parteneri de același sex provenind din țări care nu recunosc această formă de căsătorie. Căsătoria rezultantă ar fi validă în Spania, dar nu neapărat în țara de origine a partenerului străin. O ordonanță apărută în publicația oficială a guvernului afirmă:
„O căsătorie între un spaniol și un străin sau între doi străini rezidenți în Spania va fi validă din cauza aplicării legii spaniole materiale, chiar dacă legislația națională a cetățeanului străin nu permite sau nu recunoaște validitatea acestor căsătorii.”
Instrucțiunile Ministerului Justiției spun că toate consulatele sau ambasadele Spaniei din străinătate pot procesa documentația preliminară pentru căsătorii între persoane de același sex. Cel puțin un partener trebuie să fie cetățean spaniol, rezident în zona de demarcare a consulatului respectiv. Totuși căsătoria efectivă poate avea loc la consulat numai dacă legile locale permit căsătoria între persoane de același sex. Ca urmare numai consulatele spaniole din Boston, Bruxelles, Amsterdam, Toronto, Montréal, Ottawa și Cape Town au dreptul să încheie această formă de căsătorie. În toate celelalte cazuri, partenerii trebuie să se căsătorească pe teritoriul Spaniei.
Cuplurile străine au dreptul să se căsătorească în Spania numai dacă ambii parteneri sunt rezidenți în Spania.

## Statistici
Pe 4 septembrie 2005, ziarul conservator La Razón a publicat date despre căsătorie oferite de 273 de oficii de stare civilă (dintr-un total de 437 de oficii în toată țara). Aceste date arată că dintr-un total de 35.000 de căsătorii, doar 24 au avut loc între persoane de același sex. Ziarul a argumentat că aceste statistici contrazic prioritatea cu care guvernul a tratat Legea 13/2005 și cererile asociațiilor de drepturi LGBT care susțineau că de această lege ar beneficia între 5 și 10% din populație. Pe 27 decembrie 2005, Ministerul Justiției a declarat că în cele 200 de oficii de stare civilă care aveau date computerizate au avut loc 327 de căsătorii între persoane de același sex până la data de 5 decembrie 2005. Acest raport arată că 90 dintre aceste căsătorii au avut loc în Madrid, 63 în Valencia, 35 în Barcelona și 18 în Sevilia). În restul țării nu s-a făcut deosebire statistică între căsătoriile între persoane de același sex și cele între persoane de sex opus.
În martie 2006, Pedro Zerolo, membru al guvernului spaniol, a anunțat că au fost încheiate mai mult de 1.000 de căsătorii între cupluri homosexuale. 800 din acestea au fost înregistrate în zone cu oficii complet computerizate (acoperind aproximativ jumătate din țară), iar cel puțin 200 au fost înregistrate în restul țării. Zerolo a adăugat că aproximativ una din fiecare zece căsătorii din Spania este între cupluri de același sex. Asociația spaniolă pentru drepturi LGBT, FELGT, a anunțat că, în primul an al legalizării, s-au căsătorit 4.500 de cupluri gay și lesbiene, au fost făcute 50 de cereri pentru adopție, iar trei cupluri între persoane de același sex au divorțat.